# Herrenhaus Groß Schwarzlosen

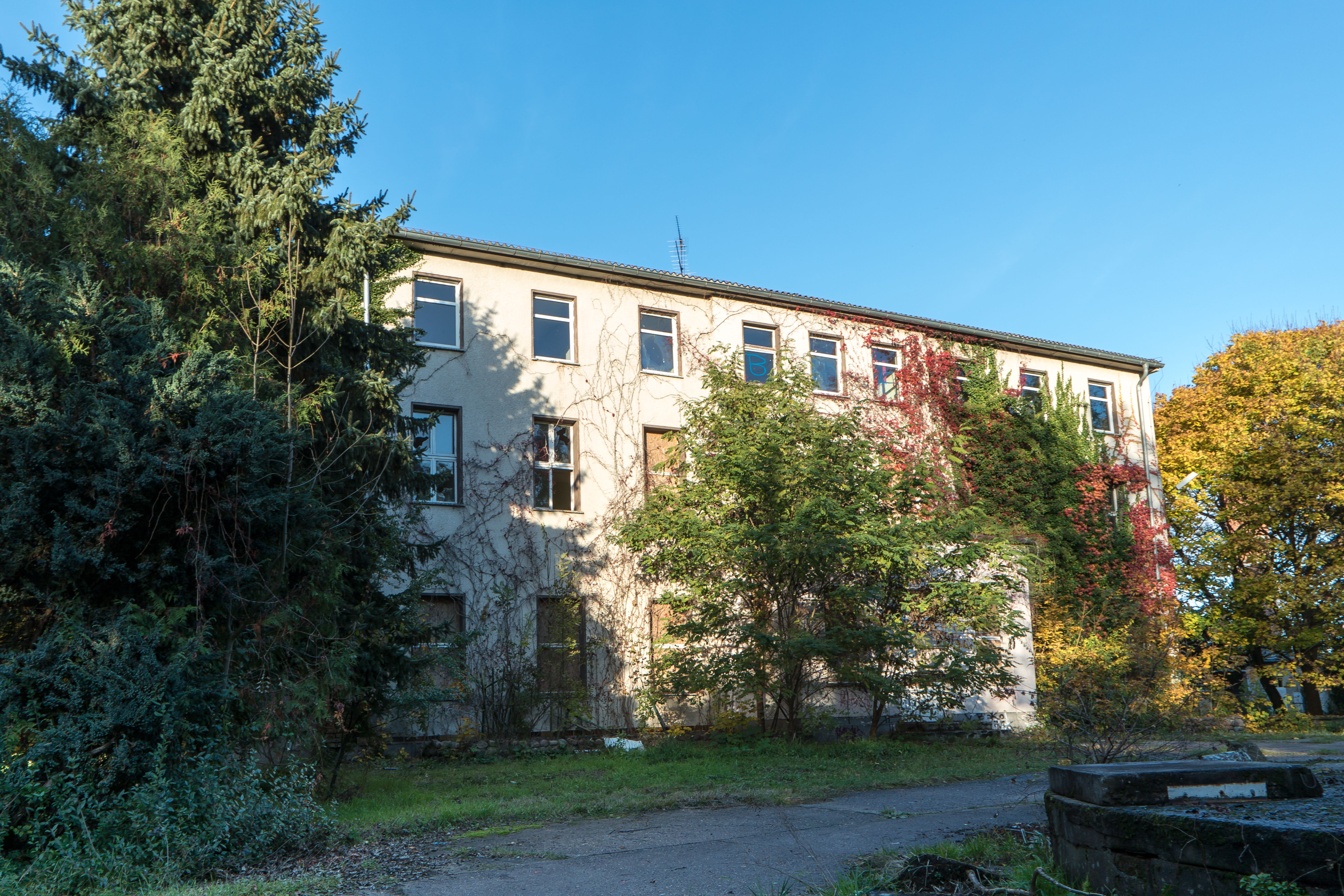
Südseite des Herrenhauses

Das Herrenhaus Groß Schwarzlosen (auch Gutshaus Groß Schwarzlosen, Schloss Groß Schwarzlosen) ist ein denkmalgeschütztes Bauwerk im Ortsteil Groß Schwarzlosen der Stadt Tangerhütte im Landkreis Stendal in Sachsen-Anhalt. Im örtlichen Denkmalverzeichnis ist das Herrenhaus unter der Erfassungsnummer 094 75959 als Baudenkmal verzeichnet.

## Geschichte
Im 14. Jahrhundert besaß die Familie von Borstell ein Rittergut in Groß Schwarzlosen. Die damalige Wasserburg wurden durch Brandstiftung im Jahr 1500 zerstört. Das heutige rechteckige Herrenhaus entstand 1744. Anfang des 20. Jahrhunderts wurde das Gebäude klassizistisch umgebaut. Um 1970 erfolgte ein Umbau und Nutzung zum Kinderheim. Das Bauwerk steht heute (Stand 2015) leer und ist marode.